# Daniel Mina
Daniel Mina (Santa Ana, Manabí, Ecuador; 9 de diciembre de 1980) es un exfutbolista ecuatoriano que jugaba como volante defensivo.

## Clubes
| Club                  | País    | Año       |
| --------------------- | ------- | --------- |
| Barcelona SC          | Ecuador | 2000-2001 |
| Olmedo                | Ecuador | 2002      |
| Barcelona SC          | Ecuador | 2003-2005 |
| Macará                | Ecuador | 2006      |
| Deportivo Cuenca      | Ecuador | 2007      |
| Técnico Universitario | Ecuador | 2008      |
| Deportivo Quito       | Ecuador | 2009      |
| Macará                | Ecuador | 2010      |
| Barcelona SC          | Ecuador | 2011      |
| Técnico Universitario | Ecuador | 2012      |
| Deportivo Quito       | Ecuador | 2013      |
| Primero de Mayo       | Ecuador | 2015      |